# Jernbanetorget
Jernbanetorget er et torv i det centrale Oslo. Torvet er et trafikknudepunkt, der betjenes af en række sporvejs- og buslinjer. Desuden ligger Oslo Centralstation ved torvet og Jernbanetorget Station på T-banen under det.
Torvet ligger i et område, der først blev opfyldt og bebygget efter 1739. I 1808 opførtes Byens Civile Sygehus ved torvet, der imidlertid blev revet ned til fordel for Østbanestasjonen, der blev åbnet sammen med Hovedbanen fra Oslo til Eidsvoll i 1854, og som lagde navn til torvet. I 1980 erstattedes den af den nye centralstation ved siden af, men den gamle stationsbygning overlevede imidlertid som indkøbscentret Østbanehallen, der var i funktion til 2012, hvor det blev omdannet til et hotel. Der kan dog stadig shoppes i området, for indkøbscentret Byporten ligger på den anden side af centralstationen og Oslo City lige overfor på den anden side af Biskop Gunnerus' gate.
Midt på torvet står trafikselskabet Ruters kundecenter med dets karakteristiske tårn, der blev opført i 1987 efter tegninger af Ola Mové og åbnet året efter. Kundecentret var i mange år kendt som Trafikanten, der dog ret beset var navnet på den servicevirksomhed, der drev det indtil 2014.